# 帆背辛普遜鱂
帆背辛普遜鱂（学名：Simpsonichthys magnificus）為輻鰭魚綱鯉齒目鰕鱂亞目溪鱂科的其中一種，為熱帶淡水魚，分布於南美洲巴西聖弗朗西斯科河流域，體長可達5公分，棲息在底中層水域，生活習性不明。
其种加词“Magnificus ”意为“极好的”、“华丽的”。